# Snow Bros. Wonderland
Snow Bros. Wonderland (スノーブラザーズ ワンダーランド Sunō Burazāzu Wandārando?) es un juego de plataformas en 3D desarrollado y publicado por Tatsujin y lanzado en 28 de noviembre de 2024 para PlayStation 4, PlayStation 5, Nintendo Switch y PC a través de Steam, como el tercer juego de la serie Snow Bros.

## Argumento
Érase una vez dos valientes guerreros que, a pesar de haberse transformado en muñecos de nieve por arte de magia, lograron salvar Snowland de los invasores. Tras rescatar a la princesa prisionera y derrotar al rey Atchichi, ambos han pasado a la historia como los "Heroicos Hermanos de la Nieve".
Incluso ahora, tras romperse su magia, sus hazañas permanecen grabadas en el corazón de la gente...
Diez años después...
"¡Vengan, levántense de nuevo, mis sirvientes monstruos demoníacos! ¡Cubran el mundo y arrebaten la esperanza a la gente! ¡Esta vez el mundo es mío!"
Nick Jr. y Tom Jr. estaban visitando Snowland cuando, de repente, se vieron rodeados por monstruos demoníacos y se encontraron en una situación desesperada. "¡No podemos dejar que se salgan con la suya!", pensaron los dos hombres, y las almas de los dos héroes resonaron con ellos, y con una luz intensa, poseyeron a Nick Jr. y Tom Jr. "Así es", dijeron. "¡Ahora nos toca luchar!"